# Воронец
Воронец (рум. Voroneț) — село у повіті Сучава в Румунії. Адміністративно підпорядковане місту Ґурагумора.
Село розташоване на відстані 344 км на північ від Бухареста, 32 км на південний захід від Сучави, 136 км на захід від Ясс.

## Населення
За даними перепису населення 2002 року у селі проживали 744 особи. Рідною мовою 743 особи (99,9%) назвали румунську.
Національний склад населення села:
| Національність | Кількість осіб | Відсоток |
| -------------- | -------------- | -------- |
| румуни         | 726            | 97,6%    |
| німці          | 14             | 1,9%     |

## Пам'ятки
У селі знаходиться монастир XV-XVI ст., що занесений до списку Світової спадщини ЮНЕСКО. Засновник монастиря - Даниїл Пустельник. Фрески цього монастиря мали такий вплив на розвиток культури Румунії, що притаманний їм синій колір набув у румунській мові назви «синій воронець» (рум. Albastru de Voroneț).